# General Canuto A. Neri
General Canuto A. Neri é uma cidade do estado de Guerrero, no México.